# Метод на максималното правдоподобие
Методът на максималното правдоподобие е метод, използван в статистиката за оценка на параметрите на предполагаемо разпределение на вероятностите въз основа на дадени данни от наблюдения. Това се постига чрез максимизиране на функция на правдоподобие, така че при приетия статистически модел наблюдаваните данни да са най-вероятни. Точката в параметричното пространство, в която се максимизира функцията на правдоподобие, се нарича оценка на максималното правдоподобие. Логиката на максималното правдоподобие е както интуитивна, така и гъвкава, което налага метода като едно от основните средства за статистически извод.